# Juan II de Cléveris

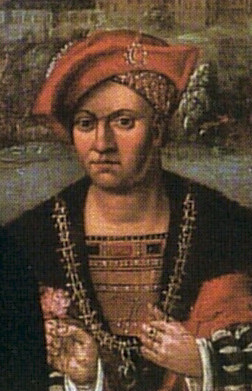
Juan II de Cléveris.

Juan II de Cléveris (en alemán: Johann II Kleve-Mark: (Cléveris, 13 de abril de 1458 - 15 de marzo de 1521) fue duque de Cléveris desde 1481 hasta su muerte.

## Biografía
Era hijo de Juan I de Cléveris y de su esposa Isabel de Nevers. Heredó el ducado de Cléveris cuando murió su padre el 5 de septiembre de 1481.
Se casó el 3 de noviembre de 1489 con la joven Matilde de Hesse, con quien tuvo tres hijos:
- Juan (1490 - 1539), duque de Cléveris y padre de la reina de Inglaterra Ana de Cléveris;
- Ana (1495 - 1567), casada con el conde Felipe III de Waldeck-Eisenberg;
- Adolfo (1498 - 1525).

| Predecesor: Juan I | Duque de Cléveris 1481 - 1521 | Sucesor: Juan III |